# Eulemur coronatus
El lémur coronado (Eulemur coronatus) es una especie de primates estrepsirrinos de la familia Lemuridae endémico de Madagascar. La mayor parte de su población habita las selvas de la Reserva de Ankarana.